# Sajósenye
Sajósenye ist eine ungarische Gemeinde im Kreis Miskolc im Komitat Borsod-Abaúj-Zemplén.

## Geografische Lage
Sajósenye liegt in Nordungarn, gut 10 Kilometer nordöstlich der Kreisstadt und des Komitatssitzes Miskolc und 500 Meter vom Kis-Sajó, einem Seitenarm des Flusses Sajó entfernt. Nachbargemeinden sind Sajóvámos und Boldva.

## Gemeindepartnerschaften
- Ormeniș (Brașov), Rumänien, seit 2006

## Sehenswürdigkeiten
- Landhaus Máriássy, erbaut 1785–1795, mit Rákóczi-Linde, die älter als 250 Jahre ist
- Ökumenische Kapelle Szent István király
- Totenglocke auf dem Friedhof

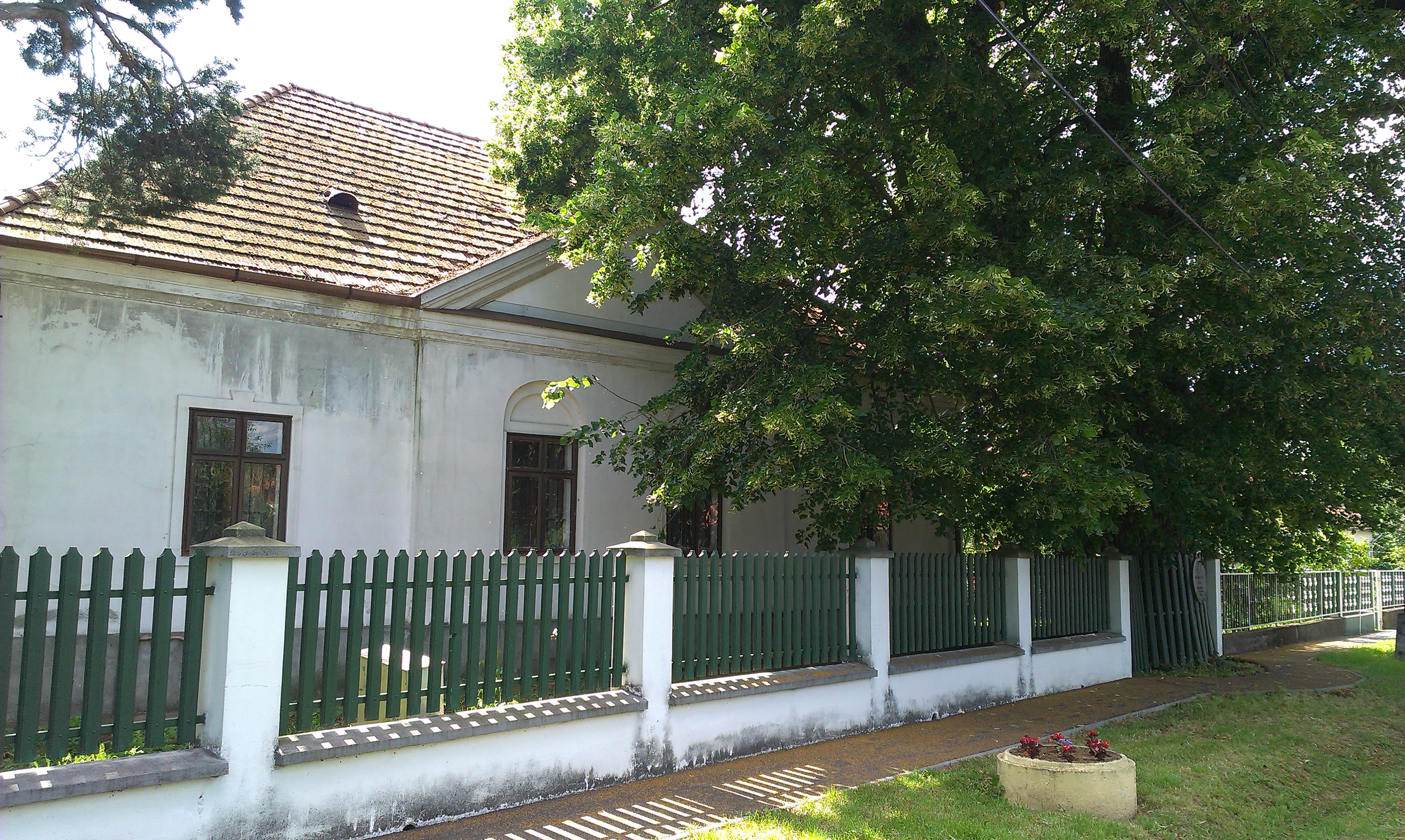
Landhaus Máriássy mit Rákóczi-Linde
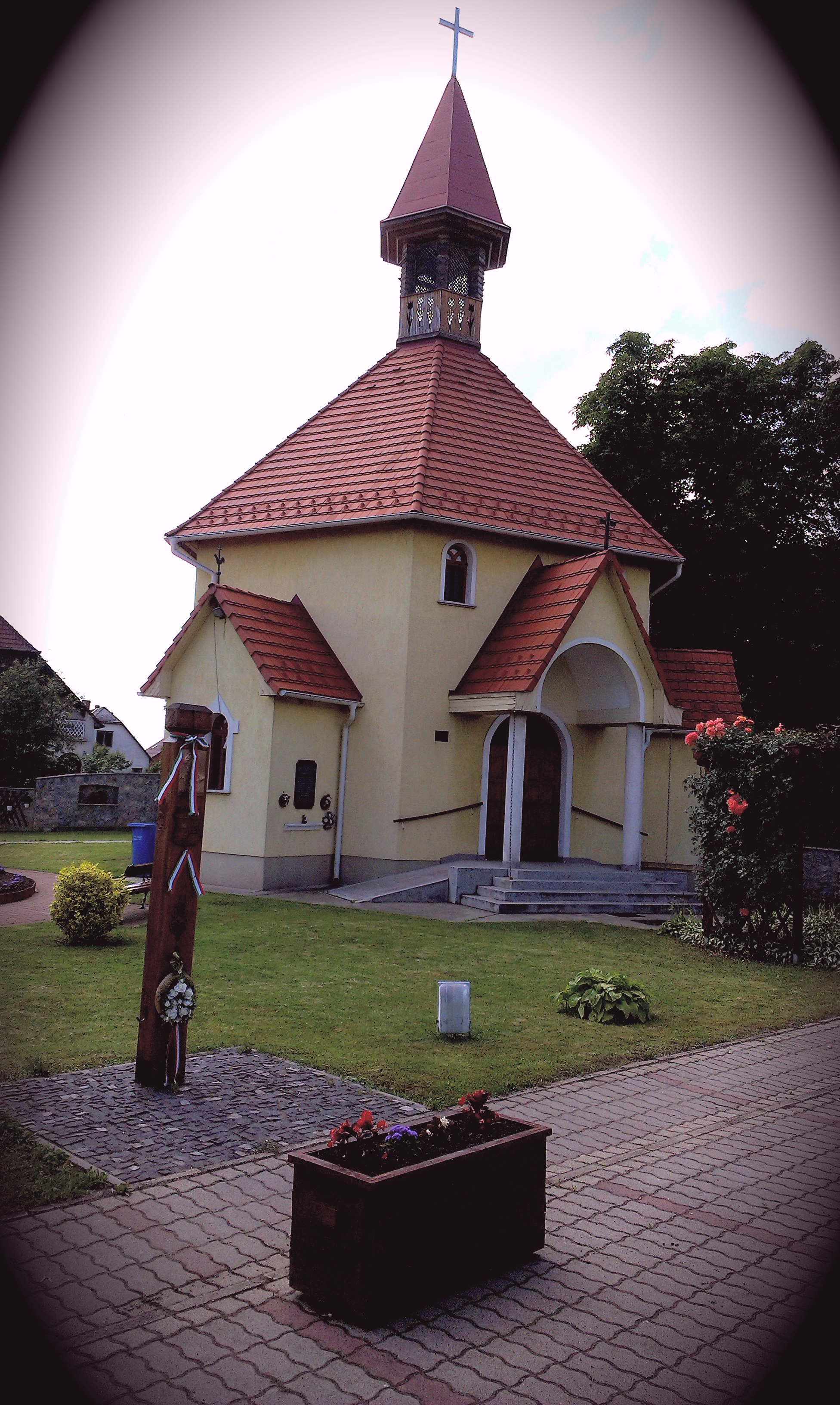
Ökumenische Kapelle
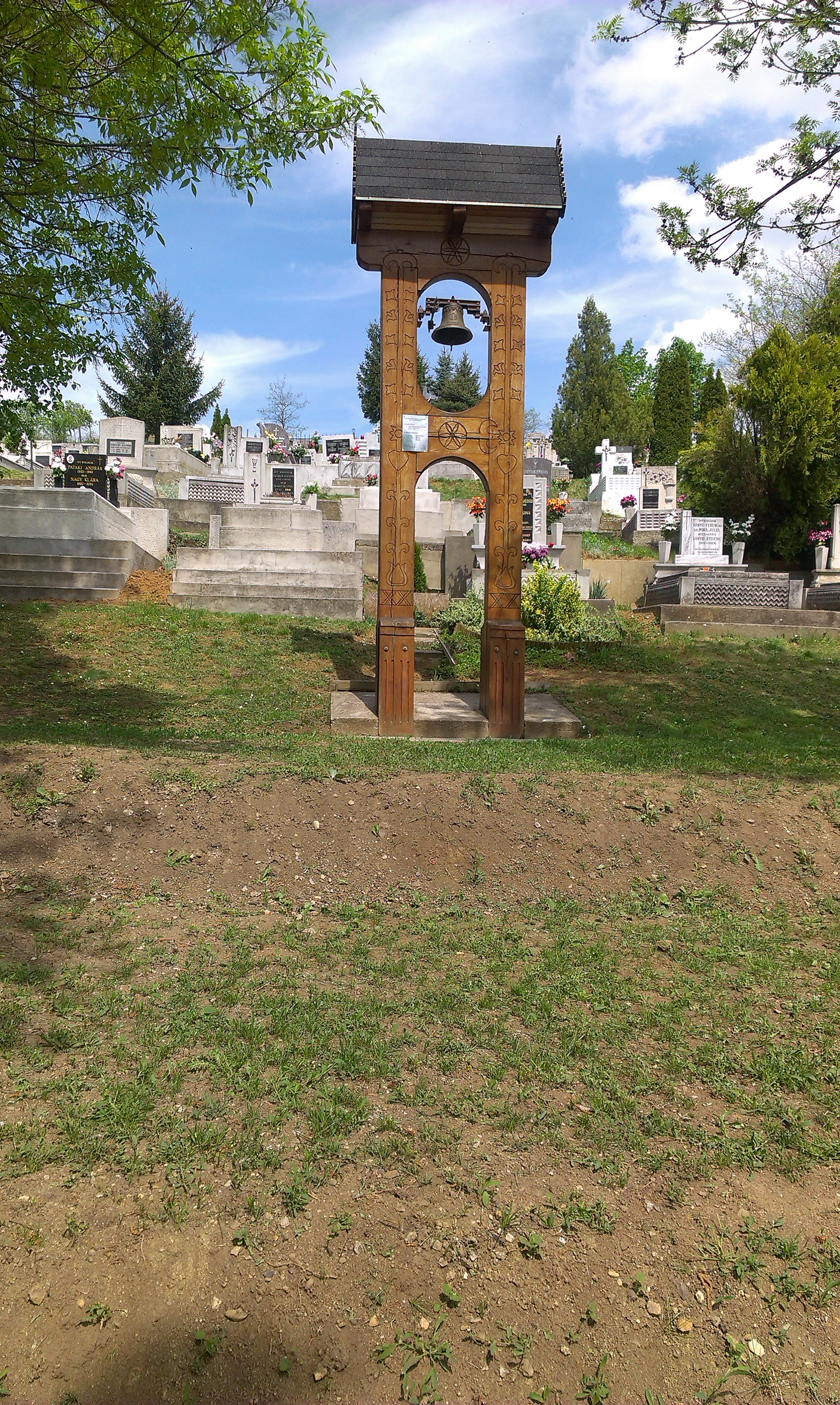
Totenglocke auf dem Friedhof

## Verkehr
Durch Sajósenye verläuft die Landstraße Nr. 2617. Es bestehen Busverbindungen über Sajóvámos und Szirmabesenyő nach Miskolc. Der nächstgelegene Bahnhof befindet sich zwei Kilometer nordwestlich in Alsóboldva.